# Phong Vân, Ba Vì
Phong Vân là một xã thuộc huyện Ba Vì, thành phố Hà Nội, Việt Nam.
Xã Phong Vân có diện tích 4,81 km², dân số năm 1999 là 5725 người, mật độ dân số đạt 1190 người/km².
Phía bắc xã Phong Vân là xã Cổ Đô, phía đông là xã Phú Đông, Ba Vì, phía nam là xã Thái Hòa, Ba Vì. Phía tây là ngã ba sông Đà-sông Hồng, ranh giới giữa Hà Nội và Phú Thọ.
Phong Vân xưa là đất thuộc tổng Thanh Mai. Đầu thế kỷ 19, tổng Thanh Mai huyện Tiên Phong phủ Quảng Oai trấn Sơn Tây gồm các làng xãː Thanh Mai (kẻ Mơ), Trạch Mi, Trạch Mi Trù, Cổ Pháp (kẻ Pháp), Tuấn Xuyên, Vân Hội (kẻ Đối). Đến đầu thế kỷ 20, theo Ngô Vi Liễn, tổng Thanh Mai phủ Quảng Oai tỉnh Sơn Tây gồm các xãː Cổ Pháp, Hậu Trạch (tức Trạch Mi), Mai Trại (tức Thanh Mai), Nhuận Trạch (tức Trạch Mi Trù), La Xuyên, Tuấn Xuyên, Vân Hội, Quang Ngọc. Ngày nay, các làng Cổ Pháp (nay đổi là Tân Phong), Tuấn Xuyên, Vân Hội (Phong Vân, Ba Vì), nằm ở phần phía tây tổng Thanh Mai xưa, hiện thuộc xã Phú Đông, Ba Vì và xã Phong Vân huyện Ba Vì. Còn các làng Hậu Trạch, Mai Trại, Nhuận Trạch, La Xuyên nay thuộc xã Vạn Thắng huyện Ba Vì. Đầu thế kỷ 15, trên vùng đất tổng Thanh Mai, nhà Hồ cho xây dựng tòa thành Đa Bang căn cứ phòng thủ trọng yếu chống nhà Minh.